# Ceraclea distinguenda
Ceraclea distinguenda är en nattsländeart som först beskrevs av Martynov 1936.  Ceraclea distinguenda ingår i släktet Ceraclea och familjen långhornssländor. Inga underarter finns listade i Catalogue of Life.